# Shoji Oguma
Shōji Oguma (大熊 正二, Oguma Shōji) est un boxeur japonais né le 22 juillet 1951 à Koriyama.

## Carrière sportive
Passé dans les rangs professionnels en 1970, il devient champion du monde des poids mouches WBC le 1er octobre 1974 après sa victoire aux points contre Betulio González. Oguma est battu dès le combat suivant par Miguel Canto le 8 janvier 1975 mais redevient champion WBC cinq plus tard aux dépens du sud-coréen Park Chan-hee le 18 mai 1980. À nouveau défait lors de la quatrième défense de son titre contre Antonio Avelar le 12 mai 1981, il met un terme à sa carrière de boxeur en 1982 sur un bilan de 38 victoires, 10 défaites et 1 match nul.